# La fedeltà del cane
La fedeltà del cane è una novella di Luigi Pirandello. Scritta nel 1905, fa parte della raccolta La vita nuda (1922), secondo tomo delle Novelle per un anno. Fu pubblicata per la prima volta il 20 novembre 1904 su Il Marzocco.

## Analisi
La novella esplora le dinamiche dei rapporti tra uomini e donne nelle classi medie e superiori della società italiana dell'Ottocento, ponendo al centro della narrazione Livia del Carpine. Nonostante il lettore non incontri mai direttamente Livia e non ascolti alcun dialogo da parte sua, la sua presenza permea l'intera vicenda, risultando decisiva per l'avanzamento della trama. 

## Trama
Il marchese don Giulio del Carpine è sposato con Livia, ma Pirandello non fornisce alcun dettaglio esplicito sullo stato del loro matrimonio, lasciando al lettore il compito di immaginare le sfumature del loro rapporto. Don Giulio intrattiene una relazione extraconiugale con Gianetta Sacchi, ma sospetta che anche sua moglie Livia abbia un amante: Lulú Sacchi, il marito di Gianetta. Pirandello non descrive mai la presunta relazione tra Livia e Lulú, mantenendo l'ambiguità e invitando il lettore a trarre le proprie conclusioni.
Don Giulio, turbato dalla possibilità che Livia possa essere infedele, decide di spiarla per confermare i suoi sospetti. Il giorno in cui si mette a seguire Livia, incontra proprio Lulú Sacchi, che si trova lì per lo stesso motivo: spiare Livia. Alla fine della novella, emerge che Livia ha effettivamente un'altra relazione, questa volta con un uomo molto più giovane.
Il racconto mette in luce l'egoismo e l'arroganza di don Giulio, che considera accettabile la propria infedeltà, ma non riesce a concepire che Livia possa comportarsi allo stesso modo. Alla fine, si rivela che Livia ha intrecciato due relazioni extraconiugali: una con Lulú Sacchi e l'altra con un giovane amante.